# Attilio Piccioni
Attilio Piccioni (Poggio Bustone, 14 giugno 1892 – Roma, 10 marzo 1976) è stato un politico italiano, più volte ministro e parlamentare.
Era padre di Piero, compositore coinvolto nel caso Montesi, e di Leone, critico letterario e dirigente della RAI.

## Biografia

### Formazione familiare e adesione al Partito Popolare
Piccioni nacque nel reatino, da padre umbro di Foligno e madre di Reggio Emilia. Studiò a Rieti e si laureò in giurisprudenza alla Sapienza di Roma. Partecipò alla prima guerra mondiale prima come ufficiale dei bersaglieri, poi come istruttore di automezzi. Nel 1919 soggiornò a lungo a Torino, ospite del fratello, funzionario della prefettura; si sposò e aderì al Partito Popolare Italiano (PPI), appena fondato da Luigi Sturzo. Fu segretario del PPI nel capoluogo piemontese e membro del consiglio nazionale (1919-24).
Con l'avvento del fascismo al potere, nel 1926, dopo lo scioglimento forzoso del PPI, si trasferì a Pistoia, dove riprese ad esercitare la professione di avvocato e rimase vedovo.

### Fondazione della Democrazia Cristiana e primi incarichi di governo
Il 19 marzo 1943, a Roma, in casa di Giuseppe Spataro, Piccioni prese parte al convegno clandestino del primo nucleo di fondatori della Democrazia Cristiana, nel quale fu discusso e approvato il documento, redatto da Alcide De Gasperi: "Le idee ricostruttive della Democrazia Cristiana"; esponente del Comitato di Liberazione Nazionale della Toscana, si trasferì a Roma nell'immediato dopoguerra.
Il 2 giugno 1946, Piccioni fu eletto all'Assemblea Costituente e fece parte della Commissione dei 75 incaricata di elaborare e proporre il progetto di Costituzione della Repubblica.
Uomo di fiducia di Alcide De Gasperi, fu segretario politico della DC dal 1946 al 1949 e vicepresidente del Consiglio dei ministri nel quinto governo dello statista trentino (1948-1950). Fu poi ministro di grazia e giustizia nel sesto governo De Gasperi (1950-1951) e ancora vicepresidente del Consiglio nei governi De Gasperi VII (1951-1953) e De Gasperi VIII (1953). Nel frattempo, fu rieletto deputato nella II legislatura.

### Presidente del Consiglio incaricato e lo scandalo Montesi

Piccioni (al centro) con il presidente degli Stati Uniti d'America John F. Kennedy e Sergio Fenoaltea, ambasciatore d'Italia negli Stati Uniti d'America, nello Studio Ovale

Dopo la bocciatura alla Camera dell'ottavo governo De Gasperi (28 luglio 1953), Piccioni fu incaricato dal presidente della Repubblica Luigi Einaudi di formare il nuovo governo. Dopo le consultazioni di rito, la formazione del governo Piccioni sembrava essere cosa fatta, essendo riuscito, il presidente incaricato, a strappare il consenso dei liberali e l'appoggio esterno dei socialdemocratici. In una successiva riunione, tuttavia, il PSDI tornò sui propri passi e annunciò che avrebbe votato contro il nuovo governo, costringendo Piccioni a rinunciare all'incarico.
Attilio Piccioni fu poi nominato ministro degli affari esteri nell'effimero primo governo Fanfani (gennaio-febbraio 1954) e convocato nuovamente dal presidente Einaudi per succedere a Fanfani come presidente del Consiglio. Piccioni, peraltro, non volle assumersi tale responsabilità per il coinvolgimento del figlio Piero, compositore, nel caso di Wilma Montesi, ragazza romana trovata morta sulla spiaggia di Torvaianica; con riluttanza accettò di essere confermato agli esteri nel nuovo governo Scelba. Il 26 marzo 1954, tuttavia, il caso Montesi - inizialmente archiviato - fu ufficialmente riaperto dalla corte d'appello di Roma. Il 19 settembre lo scandalo fu tale che Attilio Piccioni si dimise da ministro degli Esteri e da tutte le sue cariche ufficiali. Due giorni dopo, il figlio Piero fu arrestato con l'accusa di omicidio colposo e di uso di stupefacenti e poi tradotto nel carcere di Regina Coeli.
Piero Piccioni ottenne la libertà provvisoria dopo tre mesi di carcere preventivo e, infine, venne completamente scagionato da ogni accusa, ma la carriera politica del padre fu gravemente compromessa.

### Ultime cariche politiche
Negli anni che vanno dal 1956 al 1957, Attilio Piccioni fu a capo della delegazione italiana presso le Nazioni Unite.
Nel 1958 fu eletto senatore, e divenne presidente del gruppo della Democrazia Cristiana al Senato. Sarà rieletto senatore nelle successive tre legislature. Nel luglio 1960 si dimise da capogruppo al Senato perché eletto presidente del consiglio nazionale della Democrazia Cristiana (incarico che ricoprirà fino al 1966). Tornò nuovamente vicepresidente del Consiglio nel III (1960-1962) e IV governo Fanfani (1962-1963), nel quale assunse anche il Ministero degli affari esteri in sostituzione di Antonio Segni, neoeletto presidente della Repubblica. In occasione di tali elezioni (1962) fu anche oggetto, da parte di alcuni franchi tiratori democristiani, di una candidatura alternativa a quella ufficiale di Segni, che conseguì ben 51 voti al III scrutinio. Il 7 settembre 1962, Piccioni strinse con gli Stati Uniti, rappresentati dal vicepresidente Lyndon Johnson, l'accordo di collaborazione spaziale San Marco.
Fu ancora vicepresidente del Consiglio e ministro degli esteri nel primo governo Leone (1963) e ministro con incarichi speciali nel I, II, e III governo Moro (1963-1968) e nel secondo governo Leone (1968). Si spense a Roma il 10 marzo 1976.

## Sinossi degli incarichi di Governo
| Ministro | Mandato                              | Governo                 |
| --- | ------------------------------------ | ----------------------- |
| Vicepresidente del Consiglio dei ministri                                                                        | 23 maggio 1948 - 27 gennaio 1950     | Governo De Gasperi V    |
| Ministro di Grazia e Giustizia                                                                                   | 27 gennaio 1950 - 26 luglio 1951     | Governo De Gasperi VI   |
| Vicepresidente del Consiglio dei ministri                                                                        | 26 luglio 1951 - 16 luglio 1953      | Governo De Gasperi VII  |
| Vicepresidente del Consiglio dei ministri                                                                        | 16 luglio 1953 - 17 agosto 1953      | Governo De Gasperi VIII |
| Ministro degli Affari esteri                                                                                     | 18 gennaio 1954 - 10 febbraio 1954   | Governo Fanfani I       |
| Ministro degli Affari esteri                                                                                     | 10 febbraio 1954 - 16 settembre 1954 | Governo Scelba          |
| Vicepresidente del Consiglio dei ministri                                                                        | 26 luglio 1960 - 21 febbraio 1962    | Governo Fanfani III     |
| Vicepresidente del Consiglio dei ministri                                                                        | 21 febbraio 1962 - 21 giugno 1963    | Governo Fanfani IV      |
| Ministro degli Affari esteri                                                                                     | 29 maggio 1962 - 21 giugno 1963      | Governo Fanfani IV      |
| Vicepresidente del Consiglio dei ministri                                                                        | 21 giugno 1963 - 4 dicembre 1963     | Governo Leone I         |
| Ministro senza portafoglio per il Mezzogiorno e le zone depresse                                                 | 4 dicembre 1963 - 22 luglio 1964     | Governo Moro I          |
| Ministro senza portafoglio per gli interventi straordinari nel Mezzogiorno e nelle aree depresse del Centro-Nord | 22 luglio 1964 - 23 febbraio 1966    | Governo Moro II         |
| Ministro senza portafoglio per gli interventi straordinari nel Mezzogiorno e nelle aree depresse del Centro-Nord | 23 febbraio 1966 - 24 giugno 1968    | Governo Moro III        |
| Ministro senza portafoglio per Incarichi speciali                                                                | 24 giugno 1968 - 12 dicembre 1968    | Governo Leone II        |